# Stade Municipal de Nouadhibou
Stade Municipal de Nouâdhibou – stadion piłkarski w mieście Nawazibu, w Mauretanii. Swoje mecze rozgrywają na nim drużyny piłkarskie CF Cansado i FC Nouadhibou ASJN. Stadion może pomieścić 5 000 widzów.